# Lista de termos técnicos de anatomia

Rostral e Caudal.

Os termos técnicos de anatomia são compostos por uma raiz à qual acrescem prefixos e sufixos. A raiz geralmente indica determinado órgão, tecido ou condição.
Ao longo dos últimos séculos, foram feitas diversas tentativas de simplificar e padronizar a terminologia anatômica. Em 1895, a publicação do livro Basle Nomina Anatomica, após um congresso internacional de anatomistas em Basileia, reduziu o número de termos anatômicos de 50 000 para 5 528. A partir de 1955, passou a ser publicada a Nomina Anatomica, substituída em 1998 pela Terminologia Anatomica, a mais recente versão. Esta última foi traduzida para o português em 2001, entretanto, há termos novos que não tiveram ampla aceitação, logo ainda são usados em algumas publicações.

## Planos anatômicos

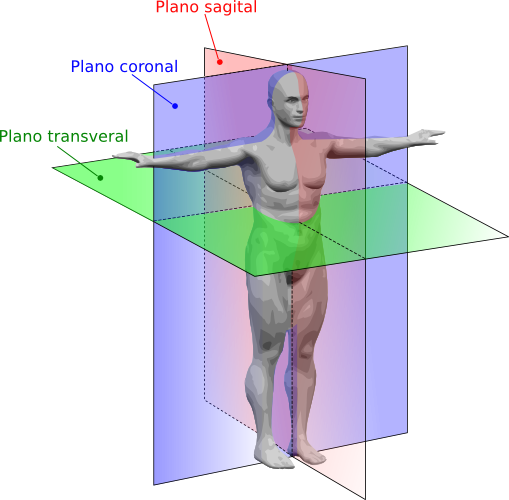
Planos divisórios na anatomia humana.

- Plano Coronal ou frontal: Divide o corpo em anterior/ventral e posterior/dorsal.
- Plano Sagital: É o plano que divide o corpo em esquerda e direita. Quando passa bem no meio do corpo, é chamado de sagital mediano e quando o corte é feito lateralmente a essa linha, chamamos de paramediano.
- Plano Transversal:É o plano que corta o corpo transversalmente dividindo o corpo em superior ou inferior.
- Parasagital, Paracoronal e paratransversal: eixos paralelos aos respectivos planos centrais.

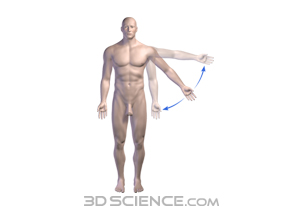
Abdução é afastar do centro (abrir os braços na imagem), adução é aproximar (fechar os braços na imagem).

## À frente e atrás

Direções anatômicas mostradas em um cachorro.

- Anterior ou Frontal: Em direção à parte da frente do corpo.
- Posterior: Em direção à parte de trás do corpo.
- Dorsal: mais próximo à parede posterior do corpo.
- Ventral: mais próximo à parede anterior do corpo.

- Rostral: Em direção ao rosto.
- Caudal: Em direção à cauda.

## Para fora e para dentro

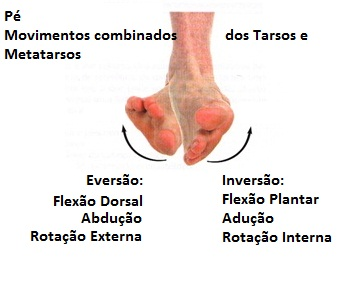
Inversão é virar a parte plantar para o centro do corpo e eversão é virar para fora.

- Depressão: aprofundamento de uma área (em direção ao centro do corpo).
- Elevação: elevação de uma área (em direção oposta ao centro do corpo).
- Invaginação: Células que entram em direção ao centro do corpo.
- Evaginação: Células que se afastam do centro do corpo.
- Inversão: Virar para dentro, em direção ao centro.
- Eversão: Virar para fora, oposto ao centro.

## Próximo e distante
- Distal: Nas extremidades, sendo mais distante das outras partes.
- Proximal: é aplicada na descrição anatômica para indicar que a parte do corpo referida se situa mais próxima do início do segmento, sendo considerado início sempre a parte mais próxima da cabeça.
- Central: Não necessariamente no meio, mas em uma parte com mais funções e que organiza as outras.
- Periférico: Nas periferias, longe do centro de organização.

## Mãos e pés
- Palmar: Em direção a palma da mão.
- Plantar: Parte debaixo do pé (planta do pé).
- Dorsal: Parte oposta a palma da mão ou a planta do pé ("costas" da mão e dorso do pé).

## Meio e lados
- Medial: Mais próximo do centro/meio.
- Intermediária: Entre a estrutura medial e a lateral.
- Lateral: Do lado. Geralmente indica se é esquerdo ou direito.

## Apical e basal
Apical: No ápice, longe da base.
Axial: Em torno do eixo central do organismo.
Basal: Na base, próximo ao solo.

### Termos de movimento

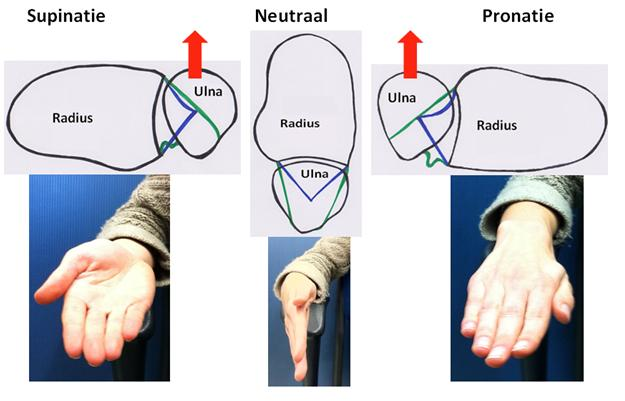
Supinação é virar para cima, pronação é virar para baixo.

- Flexão: Diminuição do ângulo de uma articulação ou aproximação de duas estrutura ósseas e musculares.
- Extensão: Aumento do ângulo de uma articulação ou afastar duas estruturas ósseas e musculares.
- Abdução:membro do eixo sagital mediano.
- Adução: o membro do eixo sagital mediano (centro do corpo).
- Rotação medial ou interna: Gira a face anterior (frente) do membro para dentro.
- Rotação lateral ou externa: Gira a face anterior (frente) do membro para fora.
- Pronação: Rotação medial do segmento ("virar para o chão").
- Supinação:Rotação lateral do segmento ("virar para o céu").
- Retrusão: Movimento de retração (aproximar do centro do corpo).
- Protusão: Movimento para frente (afastar do centro do corpo).

## Ocluir e abrir a boca
- Oclusão: Encostar os dentes superiores e inferiores.
- Abertura: oposto de ocluir.

## Lados
Homolateral/Ipsilateral: No mesmo lado.
Contralateral: No lado oposto.

## Partes do corpo
- Sistêmico: Relacionado ao corpo todo.
- Encefálico: Relacionado ao sistema nervoso central.
- Ótico: Relacionado aos ouvidos.
- Óptico: Relacionado aos olhos.
- Bucal: Relacionado a boca.
- Dental: Relacionado aos dentes.
- Cervical: Relacionado ao pescoço.
- Peitoral/Torácico: Relacionado ao tórax.
- Abdominal: Relacionado ao abdômen.
- Dérmico: Relacionado a pele.
- Hepático: Relacionado ao fígado.
- Gástrico: Relacionado ao estômago.
- Entérico: Relacionado ao intestino.
- Esplênico: Relacionado ao baço.
- Renal: Relacionado aos rins.
- Vertebral: Relacionado às vértebras.
- Osteo/Ósseo: Relacionado aos ossos.
- Angio: Prefixo relacionado aos vasos.

## Outros
- Sutura: Linhas que dividem ossos.

Suturas em latim.

- Processos: Área do osso que participa da articulação com outro osso.

- Dissecação: é o ato de separar um corpo ou órgão em partes para estudá-lo. Este termo é empregado tanto em anatomia (aplicada a um cadáver) como em cirurgia (aplicada a um órgão)
- Vivissecção: Separar um organismo ainda vivo em partes objetivando o estudo de seu funcionamento. Mesmo que a vítima sobreviva o processo de reabilitação provavelmente será longo e doloroso com possibilidades de complicações.